# Feminismo cristão
Feminismo cristão é um aspecto da teologia feminista que visa o avanço e a compreensão da igualdade entre homens e mulheres moralmente, socialmente, espiritualmente e a partir de uma perspectiva cristã, surgindo a partir do marianismo católico medieval "contra as culturas semitas machistas, extrativistas, escravistas e dominadoras".
As feministas cristãs, que tiveram Kathleen Bliss como sua pioneira, argumentam que a luta por parte das mulheres na direção da igualdade é necessária para uma completa compreensão do cristianismo. Elas acreditam que Deus não discrimina com base em características biologicamente determinadas, como sexo.
As principais questões incluem a ordenação de mulheres, a dominação masculina no casamento cristão, o reconhecimento de habilidades espirituais e morais em igualdade, direitos reprodutivos e a busca por um divino feminino ou transcendente ao gênero. As feministas cristãs, muitas vezes aproveitam os ensinamentos de outras religiões e ideologias, além de referências bíblicas.
O termo "igualitarismo cristão" é muitas vezes preferido por aqueles que defendem a igualdade e equidade de gênero entre os cristãos e que não desejam associar-se com o movimento feminista.

## História

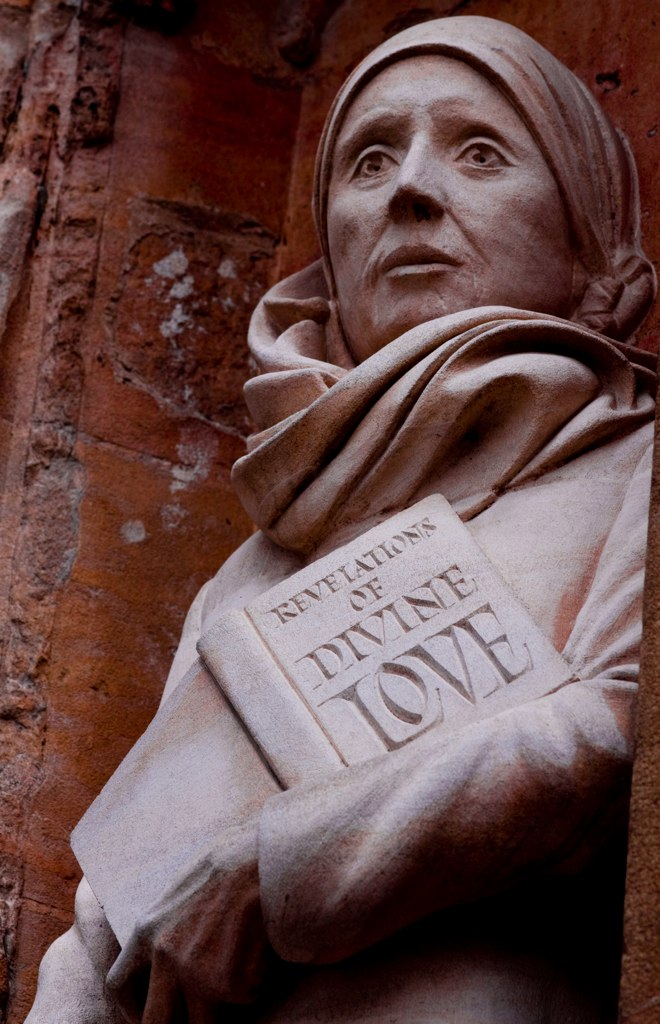
Juliana de Norwich

Algumas feministas cristãs acreditam que o princípio do igualitarismo estava presente nos ensinamentos de Jesus e nos primeiros movimentos cristãos como o marianismo, mas essa é uma visão altamente contestada por muitas estudiosas feministas que acreditam que o próprio cristianismo depende muito dos papéis de gênero. Essas interpretações das origens cristãs foram criticadas por feministas seculares por "projetar anacronicamente ideais contemporâneos de volta ao primeiro século". Na Idade Média, Juliana de Norwich e Hildegard de Bingen exploraram a ideia de um poder divino com características masculinas e femininas. As obras feministas dos séculos XV a XVII abordaram objeções às mulheres que aprendem, ensinam e pregam em um contexto religioso. Uma dessas protofeminista foi Anne Hutchinson, expulsa da colônia puritana de Massachusetts por ensinar sobre a dignidade e os direitos das mulheres.
A primeira onda do feminismo no século XIX e no início do século XX incluiu um crescente interesse no lugar das mulheres na religião. As mulheres que estavam em campanha por seus direitos começaram a questionar sua inferioridade dentro da igreja e em outras esferas, que haviam sido previamente justificadas pelos ensinamentos da igreja. Algumas feministas cristãs desse período foram Marie Maugeret, Katharine Bushnell, Catherine Booth, Frances Willard e Elizabeth Cady Stanton.
Durante as décadas de 1960 e 1970, muitas mulheres evangélicas foram influenciadas pelo movimento dos direitos civis. As feministas cristãs começaram a escrever e publicar artigos que abordavam direitos reprodutivos, assim como desigualdade no casamento e na hierarquia religiosa. Em resposta a esses artigos, grupos como o Evangelical Women's Caucus e a Evangelicals for Societal Action foram formados para criar um movimento social na igreja em direção à igualdade, motivado pelo ideal feminista cristão que Deus criou. todas as pessoas como iguais.

## Questões

### Mulheres na liderança da igreja

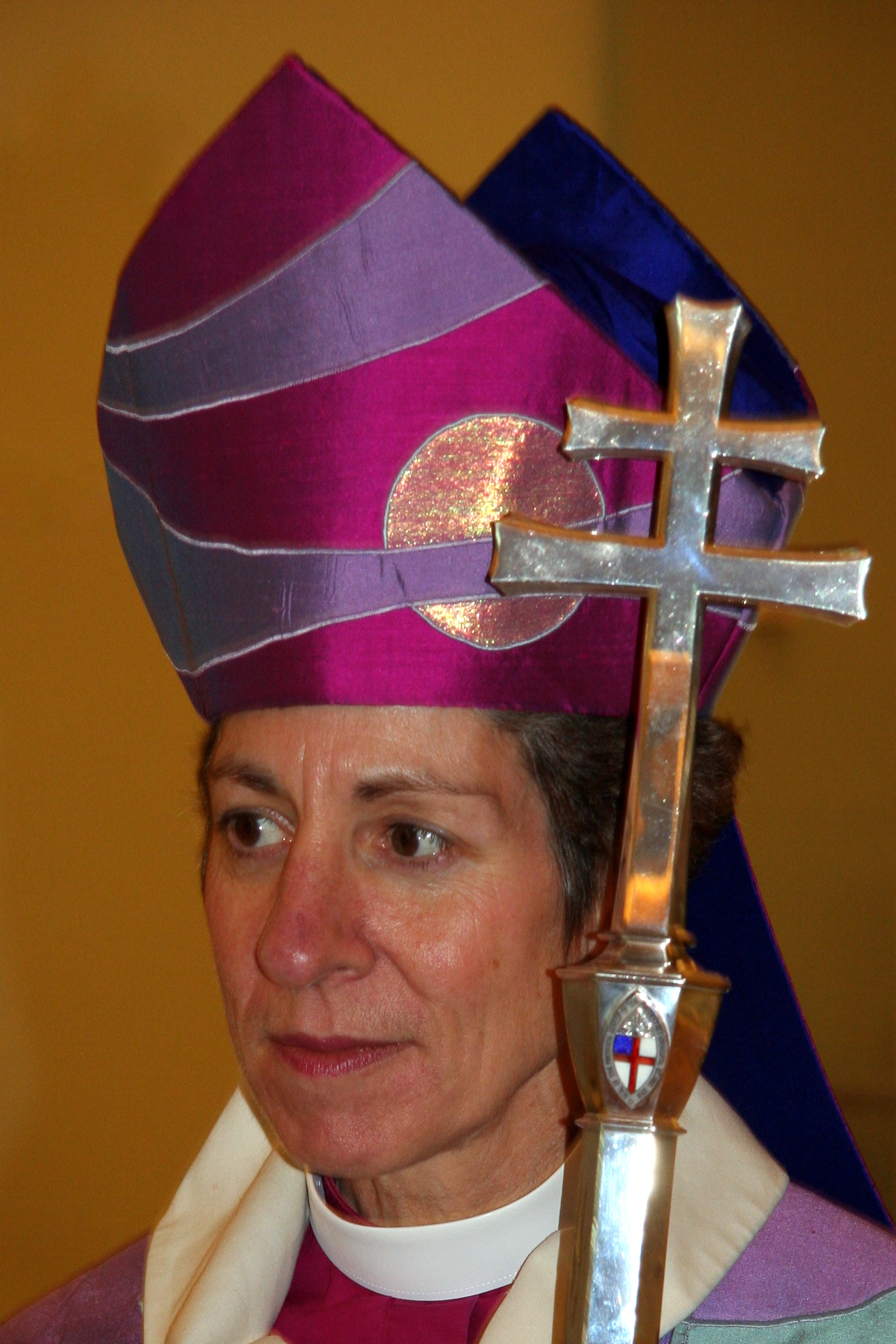
Katharine Jefferts Schori foi eleita em 2006 como a primeira Bispo Presidente na história da Igreja Episcopal e também a primeira primaz na Comunhão Anglicana.

A divisão dos sistemas de crenças protestantes em diferentes seitas permitiu que as mulheres adquirissem muito mais posições de liderança na igreja, pois certas seitas tinham a liberdade de advogar pela liderança feminina. Nos ramos principal e liberal do cristianismo protestante, as mulheres são ordenadas como clérigos. Mesmo algumas denominações teologicamente conservadoras, como a Igreja do Nazareno e Assembleias de Deus, ordenam as mulheres como pastoras. No entanto, a Igreja Católica Romana, a Igreja Ortodoxa Oriental, a Convenção Batista do Sul (a maior denominação protestante nos Estados Unidos), bem como A Igreja de Jesus Cristo dos Santos dos Últimos Dias (Igreja SUD), e muitas igrejas no movimento evangélico americano proíbe as mulheres de entrar em posições administrativas. Algumas feministas cristãs acreditam que, como as mulheres têm maior oportunidade de receber treinamento teológico, elas terão maior influência sobre como as escrituras são interpretadas por aquelas que negam às mulheres o direito de se tornarem ministras.

### Reprodução, sexualidade e religião

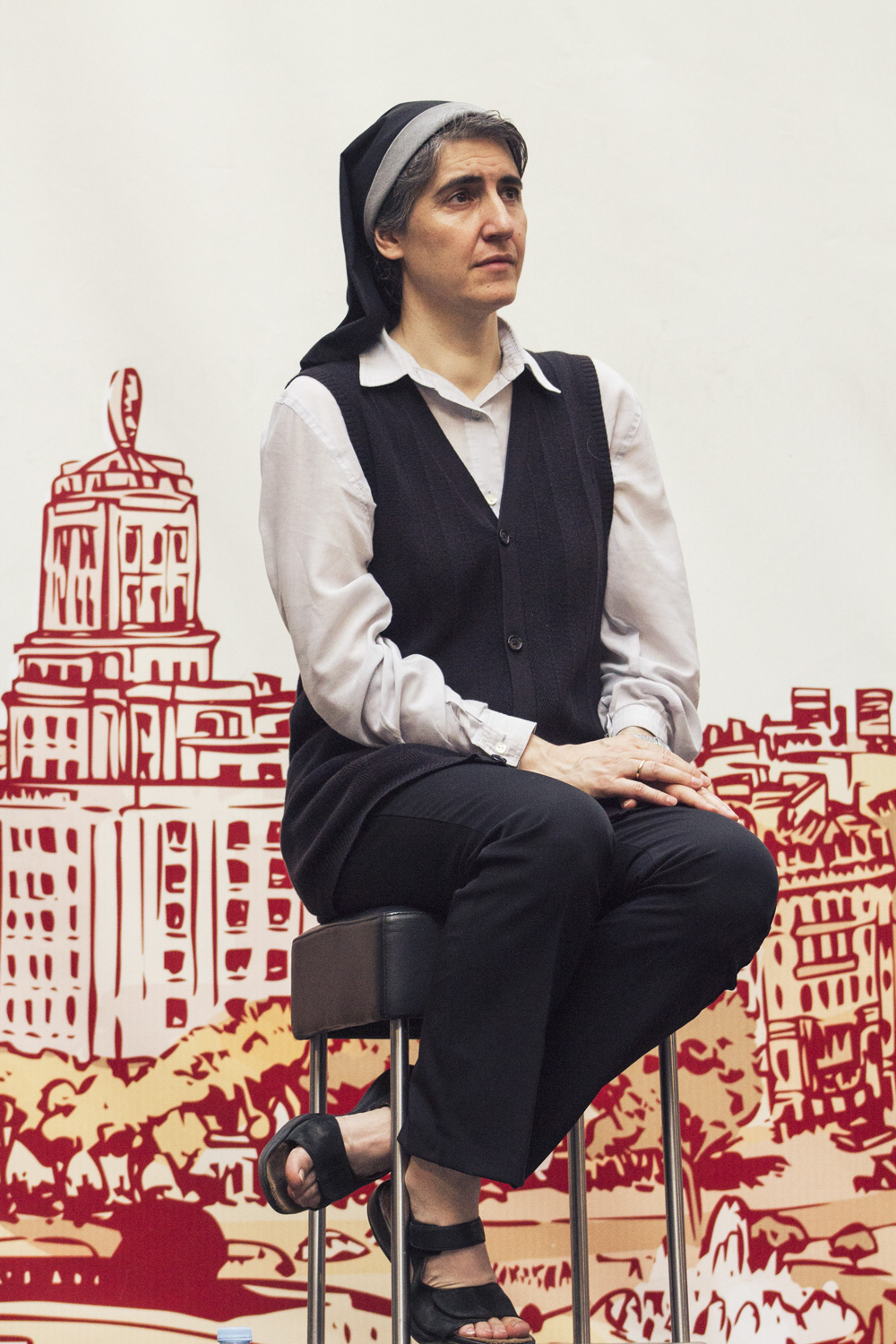
Teresa Forcades

Grupos religiosos conservadores geralmente estão em desacordo filosófico com muitos grupos religiosos feministas e liberais sobre o aborto e o uso de métodos de controle de natalidade. Estudiosos como o sociólogo Flann Campbell argumentaram que denominações religiosas conservadoras tendem a restringir a sexualidade masculina e feminina proibindo ou limitando o uso do controle de natalidade e condenando o aborto como um "assassinato pecaminoso". Algumas feministas cristãs (como Teresa Forcades) afirmam que o "direito de uma mulher controlar sua gravidez é limitado por considerações de seu próprio bem-estar" e que o acesso restrito ao controle de natalidade e ao aborto desrespeita seu livre arbítrio dado por Deus.
Várias denominações protestantes socialmente progressistas, bem como certas organizações judaicas e o grupo de católicos pela livre escolha formaram a Coalizão Religiosa pela Escolha Reprodutiva, que frequentemente trabalha como uma organização feminista liberal e em conjunto com outros grupos feministas americanos para se opor a denominações religiosas conservadoras que, de sua perspectiva, procuram suprimir os direitos reprodutivos naturais das mulheres.
Em geral, muitos estudiosos feministas cristãos esperam trabalhar em direção a uma sociedade em que a sexualidade feminina não seja condenada pela igreja, mas reconhecida como parte natural da existência humana. Durante a Reforma, teólogos reconhecidos como Martinho Lutero e João Calvino enfatizaram a importância da castidade e do casamento, levando a uma repressão ainda maior da sexualidade feminina dentro da tradição cristã. Muitas feministas cristãs declararam que homens em poderosas posições religiosas costumam usar as escrituras e os ensinamentos de teólogos como Calvino e Lutero para dominar e reprimir sexualmente as mulheres, um problema que as feministas cristãs acreditam que precisa ser resolvido imediatamente.

### Deus feminino ou transcendente ao gênero

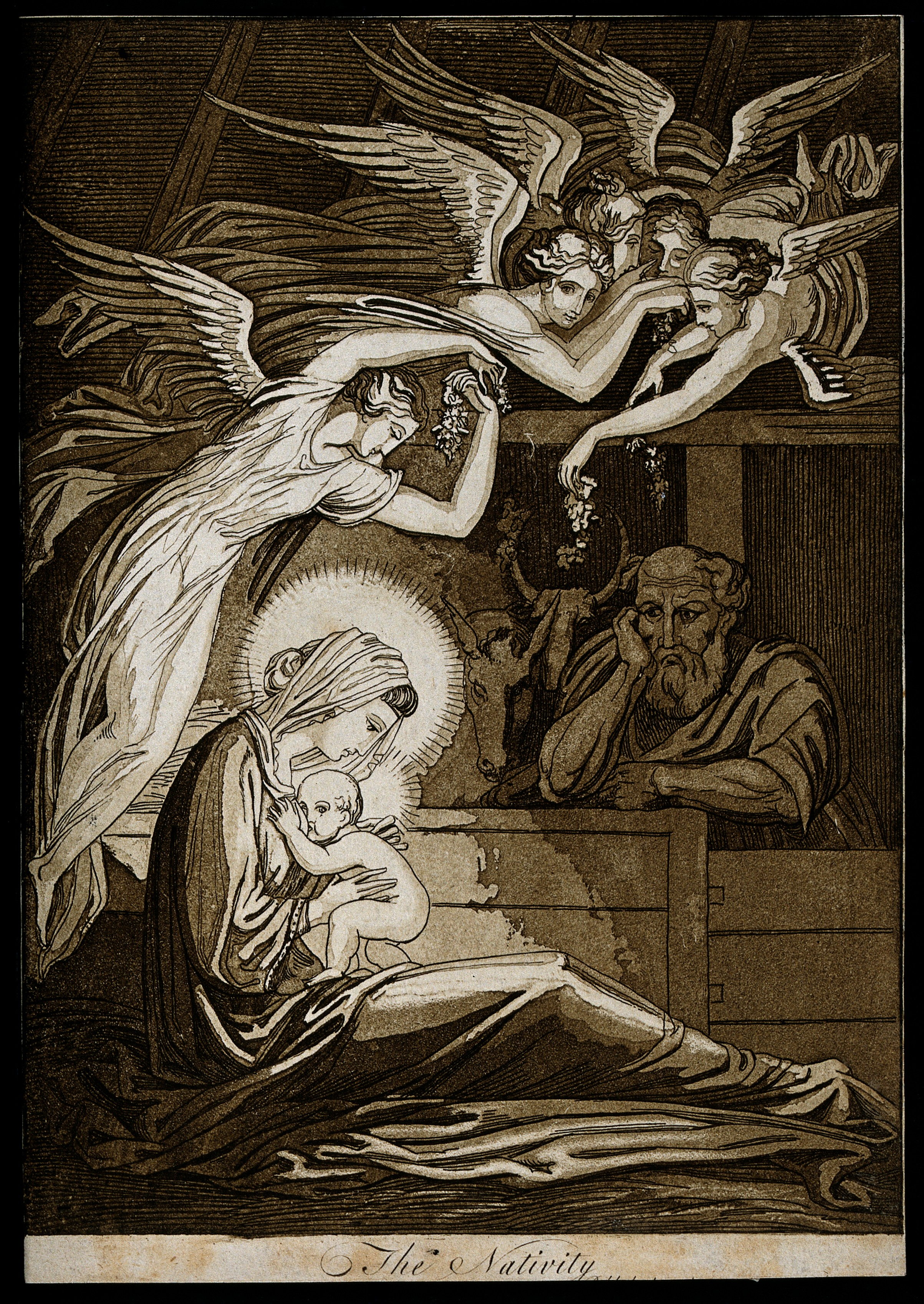
Representação do nascimento de Cristo centrada no feminino.

Algumas feministas cristãs acreditam que a igualdade de gênero dentro da igreja não pode ser alcançada sem repensar o retrato e o entendimento de Deus como um ser masculino. O conceito teológico de Sofia, geralmente visto como substituto ou sinônimo do Espírito Santo na Trindade, é frequentemente usado para satisfazer esse desejo de símbolos que refletem as experiências religiosas das mulheres. A definição de Sofia não é estática, mas geralmente cheia de emoções e expressões individuais. Para algumas feministas cristãs, o conceito de Sofia é encontrado em uma busca por mulheres que refletem os ideais feministas contemporâneos no Antigo e no Novo Testamento. Algumas figuras usadas para esse fim incluem a Virgem Maria, Maria Madalena, Eva e Ester. Outras veem Deus como inteiramente transcendente ao gênero, ou se concentram nos aspectos femininos de Deus e Jesus. Uma representação feminina da figura de Cristo, conhecida como Christa, surgiu recentemente em uma tentativa de permitir que o poder da figura de Cristo fosse aplicado tanto ao masculino quanto ao feminino. Algumas feministas cristãs usam e promovem linguagem e imagens neutras ou femininas em gênero para descrever Deus ou Cristo. As feministas cristãs também pedem uma leitura neutra em termos de gênero da Bíblia, pois os pronomes masculinos são muito usados em comparação com os pronomes femininos em todo o texto. A Igreja Unida de Cristo descreve seu Hinário do Novo Século, publicado em 1995, como "o único hinário lançado por uma igreja cristã que honra em igual medida as imagens de Deus masculinas e femininas".

### Interpretações das escrituras baseadas em gênero
Muitos dos ideais cristãos relacionados ao gênero têm origem em interpretações da Bíblia. As feministas cristãs frequentemente argumentam que a Bíblia é problemática, não por causa do texto em si, mas por conta dos estudiosos cristãos que interpretaram as escrituras ao longo do tempo. Um exemplo dessas inconsistências pode ser encontrado na história da criação de Adão e Eva; alguns evangélicos acreditam que Adão e Eva foram criados ao mesmo tempo, enquanto outros defendem que Eva foi feita a partir da costela de Adão. Também há um amplo debate dentro de muitas denominações cristãs sobre a culpa de Eva em relação ao consumo do fruto proibido, e a entrada do pecado no mundo. Historicamente, grande parte da culpa foi atribuída a Eva, mas muitas feministas cristãs trabalharam para recontextualizar a história e repartir igualmente a culpa entre ambas as partes, já que ambos comeram o fruto. A história de Adão e Eva é apenas um exemplo de um texto que as feministas cristãs acreditam ser patriarcal por natureza devido à sua interpretação. Algumas feministas cristãs decidiram abandonar o uso direto das escrituras em sua luta pela igualdade, enquanto outras se basearam em versículos que se opunham aos ideais patriarcais, apontando as inconsistências presentes na Bíblia. As passagens a seguir servem de exemplos para essas inconsistências.
- Gálatas 3:28:. "Não há... homem nem mulher, pois todos são um em Cristo Jesus."
- Débora do Antigo Testamento foi uma profetisa e "juíza de Israel"[52]
- Gênesis 2:20:. A palavra traduzida como "ajuda" ou "auxiliador" é a mesma palavra hebraica, "ēzer", que o Antigo Testamento usa mais de 17 vezes para descrever o tipo de ajuda que Deus oferece ao Seu povo em momentos de necessidade; por exemplo, "Tu és a minha ajuda (ēzer) e o meu libertador," e "A minha ajuda (ēzer) vem do Senhor." Nunca em todas essas referências a palavra é usada para indicar subordinação ou servidão a outro ser humano.[53]
- Gênesis 3:16:. "À mulher, ele (Deus) disse: 'Multiplicarei sobremaneira os teus sofrimentos na gravidez; com dor darás à luz filhos, contudo o teu desejo será para o teu marido, e ele te dominará.'""
- 1 Timóteo 2:12:. "Mas não permito que a mulher ensine, nem exerça autoridade sobre o homem, mas que permaneça em silêncio."
- 1 Coríntios 11:7-9:. "Pois o homem não deve cobrir a cabeça, visto que é a imagem e a glória de Deus, mas a mulher é a glória do homem. Pois o homem não foi feito da mulher, mas a mulher do homem. Nem o homem foi criado para a mulher, mas a mulher para o homem."
- 1 Coríntios 14:34:. "As mulheres devem permanecer em silêncio nas igrejas. Pois não lhes é permitido falar, mas devem estar em submissão, como também diz a Lei."
- Colossenses 3:18:. "Esposas, sujeitem-se a seus maridos, como convém no Senhor."
- 1 Pedro 3:1:. "Da mesma forma, esposas, sujeitem-se aos seus próprios maridos, para que, mesmo que alguns não obedeçam à palavra, possam ser conquistados sem palavras, pela conduta de suas esposas."
- Efésios 5:22-24:. "Esposas, sujeitem-se a seus maridos, assim como ao Senhor. Porque o marido é a cabeça da esposa, como também Cristo é a cabeça da igreja, sendo ele próprio o Salvador do corpo. Assim como a igreja está sujeita a Cristo, assim também as esposas devem estar, em tudo, sujeitas a seus maridos."

Traduções das escrituras canônicas são exemplos onde a hierarquia social pode influenciar o significado real das escrituras bíblicas. Embora o pronome ele seja frequentemente usado na escritura, Robert Alter, um professor de hebraico, argumenta que não é "anatomicamente masculino". Essas variações nos pronomes podem levar ao agravamento da divisão entre os papéis femininos e masculinos e incentivar a hierarquia de gênero. Além disso, a separação entre masculino e feminino é implicada não apenas pelo uso de pronomes de gênero, mas também pela ausência de representação das mulheres e das qualidades e funções atribuídas a cada gênero. Santo Agostinho, um bispo de Hipona, escreveu um tratado sobre o Evangelho de João e, na seção sobre a Sabedoria de Deus, não menciona nenhuma figura feminina ou feminilidade que o Antigo Testamento reconhece dentro da literatura sapiencial. Embora não esteja claro o motivo da ausência de menção às mulheres nos tratados de Santo Agostinho, estudiosos modernos argumentam que essa informação é fundamental para compreender a Sabedoria no Antigo Testamento e não deve ser omitida.

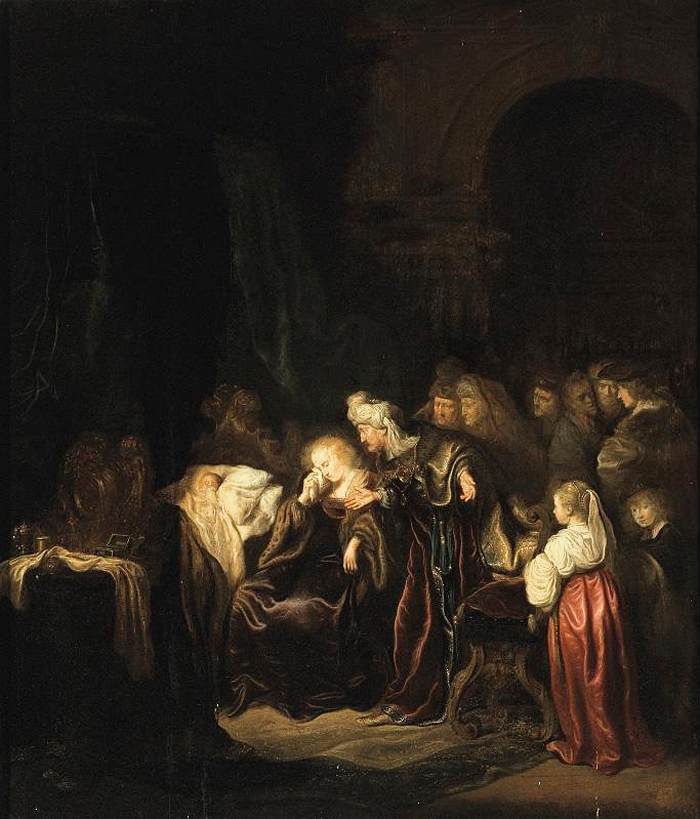
Pintura que retrata Bate-Seba e Davi lamentando a morte de seu filho, Natã

Por outro lado, ao designar qualidades como femininas ou masculinas, cria-se expectativas de como homens e mulheres devem agir. No Livro dos Reis, enfatiza-se o papel das mães pelo luto que devem demonstrar diante da morte de seus familiares. Assim, mesmo na realeza, o papel de mãe é valorizado em detrimento da realeza feminina. Por exemplo, em Samuel 2, quando Bate-Seba lamentou a morte de seu filho, ela estabeleceu seu papel como mãe. Então, como há traços específicos esperados das mulheres, se elas não os atenderem, são caracterizadas como masculinas. Contrastando com a demonstração do papel maternal de Bate-Seba está o massacre dos reais de Judá por Atalia, que a levou a tornar-se monarca por vários anos. Causada por sua crueldade e personalidade obstinada, Atalia é frequentemente descrita como demonstrando masculinidade, mas também como não sendo inteiramente masculina devido à sua identidade feminina.

### Sexualidade e direitos reprodutivos
Em geral, muitas estudiosas feministas cristãs argumentam que imaginam uma sociedade na qual a sexualidade feminina não é condenada pela igreja, mas reconhecida como parte natural da existência humana. Durante a Reforma, teólogos como Martinho Lutero e João Calvino enfatizaram a importância da castidade e do casamento, levando a uma repressão ainda maior da sexualidade feminina dentro da tradição cristã. Muitas feministas cristãs afirmam que homens em posições religiosas de poder frequentemente usaram as escrituras e os ensinamentos de teólogos como Calvino e Lutero para dominar e reprimir a sexualidade feminina, um problema que, segundo elas, precisa ser resolvido imediatamente. Grupos religiosos conservadores frequentemente entram em conflito com grupos religiosos feministas e liberais sobre aborto e o uso de anticoncepcionais. Acadêmicos como Flann Campbell argumentam que as denominações religiosas conservadoras tendem a restringir a sexualidade masculina e feminina ao proibir ou limitar o uso de anticoncepcionais e condenando o aborto como pecado e assassinato. Algumas feministas cristãs (como Teresa Forcades) sustentam que o "direito de uma mulher controlar sua gravidez é limitado por considerações de seu próprio bem-estar" e que o acesso restrito a anticoncepcionais e ao aborto desrespeita sua vontade livre dada por Deus.
Os estudiosos da filosofia Bruce P. Blackshaw e Nicholas Colgrove, juntamente com o profissional de saúde Daniel Rodger, argumentam que os argumentos anti-aborto frequentemente são inconsistentes. Os pesquisadores constatam que os ativistas anti-aborto frequentemente usam generalizações excessivas em seus argumentos, levando-os a acreditar que sua crença se aplica a todas as mulheres, independentemente de suas prioridades, virtudes e crenças. Além disso, enfatizam a importância de ouvir diversas perspectivas, especialmente em um tema como o aborto, onde essas escolhas são feitas caso a caso. Ademais, pode haver inconsistências no raciocínio dos ativistas pró-vida sobre o motivo pelo qual o aborto é imoral. Por exemplo, alguns podem utilizar o termo de Don Marquis, o "futuro de valor", que pressupõe que o embrião terá contribuições potenciais para a sociedade se levado até o nascimento.
Diversas denominações protestantes progressistas da corrente principal, bem como certas organizações judaicas e o grupo Católicos por uma Escolha Livre, formaram a Religious Coalition for Reproductive Choice. O RCRC frequentemente atua como uma organização feminista liberal e, em conjunto com outros grupos feministas americanos, opõe-se às denominações religiosas conservadoras que, de sua perspectiva, buscam suprimir os direitos reprodutivos naturais das mulheres.

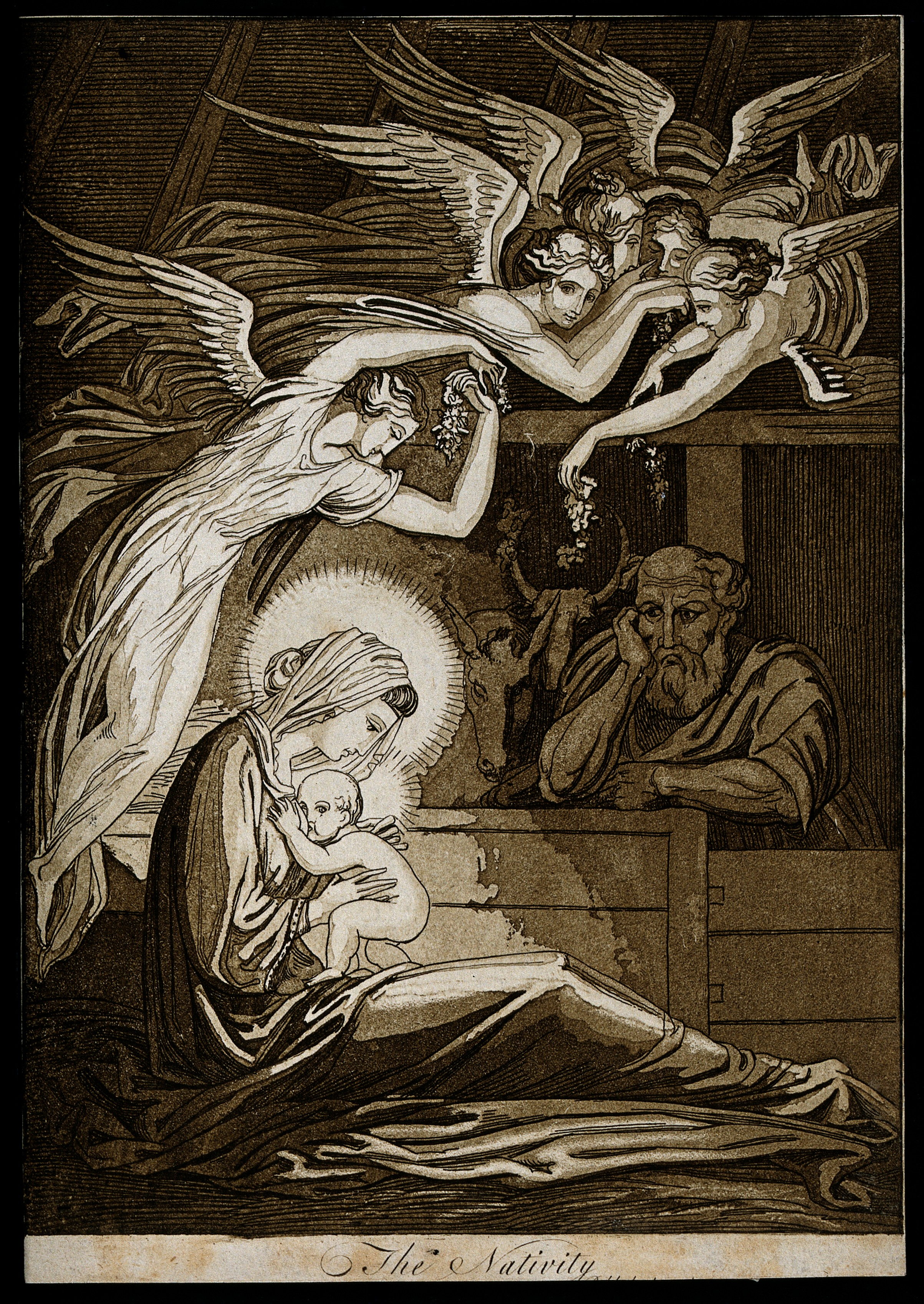
Representação centrada na figura feminina do Nascimento de Cristo

### Deus feminino ou transcendente ao gênero
Algumas feministas cristãs acreditam que a igualdade de gênero na igreja não pode ser alcançada sem repensar a representação e a compreensão de Deus como um ser masculino. O conceito teológico de Sophia, geralmente visto como substituto ou sinônimo do Espírito Santo na Trindade, é frequentemente usado para satisfazer esse desejo por símbolos que reflitam as experiências religiosas das mulheres. A forma como Sophia é configurada não é estática, mas geralmente repleta de emoções e expressão individual. Para algumas feministas cristãs, o conceito de Sophia aparece na busca por mulheres que reflitam os ideais feministas contemporâneos tanto no Antigo quanto no Novo Testamento. Algumas figuras utilizadas para esse propósito incluem a Virgem Maria, Maria Madalena, Eva, e Ester. Outros veem Deus como totalmente transcendente ao gênero, ou focam nos aspectos femininos de Deus e de Jesus. Uma representação feminina da figura de Cristo, conhecida como Christa, surgiu recentemente na tentativa de permitir que o poder da figura de Cristo seja aplicado tanto ao masculino quanto ao feminino. Algumas feministas cristãs utilizam e promovem linguagem e imagens neutras em termos de gênero ou femininas para descrever Deus ou Cristo. As feministas cristãs também pedem uma leitura da Bíblia neutra em termos de gênero, visto que os pronomes masculinos são usados de forma predominante em comparação com os pronomes femininos ao longo do texto.  A Igreja Unida de Cristo descreve seu New Century Hymnal, publicado em 1995, como "o único hinário lançado por uma igreja cristã que honra, em igual medida, as imagens de Deus masculinas e femininas."

## Mulheres e seus papéis no Cristianismo
A seguir, algumas traduções de textos cristãos gregos e bíblicos que mostram os papéis que as mulheres desempenharam no Cristianismo e suas ações que exemplificam uma seguidora de Deus.
- Maria, a mãe de Jesus, é um exemplo proeminente da importância das mulheres no Cristianismo. Quando foi abordada por Gabriel, o arcanjo, demonstrou sua devoção a Deus ao aceitar Sua convocação para se tornar a mãe de Jesus Cristo, o Salvador.[75]
- Em História Eclesiástica 5.1.3-54, Blandina, que foi torturada, manteve-se forte apesar da dor, pois foi guiada pela glória de Deus. Ela proclama, "Sou cristã; nada fazemos de que nos envergonhemos," independentemente dos sofrimentos que enfrentou por ser cristã.[76]
- A seção em Gerontius, Life of Melania the Younger 42-48 trata da tentativa de Melania de ensinar às mulheres as virtudes de uma mulher cristã para servir plenamente a Jesus Cristo. Ela ensinou a importância de nunca se deixar distrair pela tentação e de seguir diligentemente os ensinamentos do Salmo. Além disso, Melania inspira suas companheiras a se dedicarem incansavelmente a Deus e a lutar por sua fé.[76]

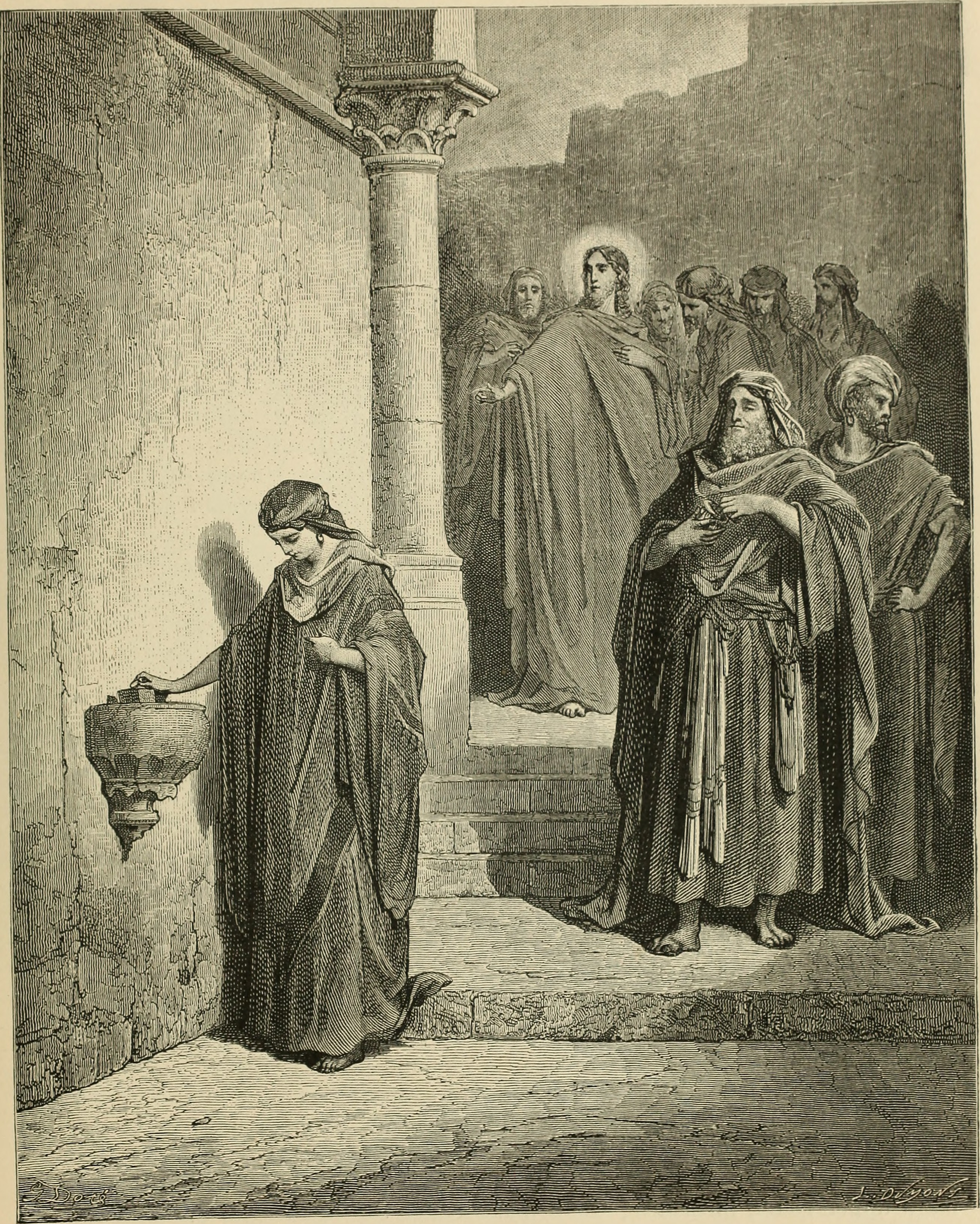
Representação da viúva pobre oferecendo moedas ao tesouro do templo, demonstrando sua confiança em Deus

- Paula de Roma é outra figura feminina que possui traços frequentemente atribuídos aos homens por ser rica e influente. Assim como Melania the Younger, ela viveu o Evangelho ao abrir mosteiros para mulheres e se dedicar a ajudar os menos afortunados.[75]
- Em Marcos 12:41-44, Jesus observou uma viúva pobre oferecendo duas moedas de cobre ao templo, e declarou, "Em verdade vos digo que esta viúva pobre colocou mais do que todos aqueles que estão contribuindo para o tesouro. Pois todos eles contribuíram da sua abundância; mas ela, da sua pobreza, colocou tudo o que tinha, tudo o que possuía para viver."[77]

## Perspectivas cristãs contemporâneas sobre as mulheres
Além de aprender sobre a importância das mulheres no Cristianismo através dos textos bíblicos, é fundamental compreender como o Cristianismo afeta as mulheres no contexto contemporâneo. Esta seção demonstra como o patriarcado entrelaçado no Cristianismo continua prejudicial às mulheres, enquanto, quando o Cristianismo é aplicado sem implicar a submissão das mulheres, permite que elas participem plenamente da religião. Em uma pesquisa que determinou o efeito do Cristianismo sobre mulheres abusadas domesticamente, surgem mais complicações em São Paulo, Brasil, no tratamento da violência doméstica quando essas situações são conduzidas por pessoas influenciadas pelo patriarcado que se infiltrou no Cristianismo. Além disso, essas mulheres também são perturbadas pelo abuso que sofreram devido aos ensinamentos da fé cristã. Por exemplo, uma mulher, Adriana, disse que, apesar de ser abusada por seu marido, que é policial, ela se sentia incapaz de deixá-lo, pois acreditava que seu casamento era abençoado por Deus. Ao admitir sua situação a um pastor e sua esposa, eles lhe disseram que uma oração fervorosa responderia aos seus problemas. Para mudar a perspectiva de Adriana, Edna, uma psicóloga e mulher que também cresceu em uma cultura pentecostal, ajudou-a a lidar com o abuso do marido e com sua fé. Ao fazer isso, ela permitiu que Adriana, assim como outras mulheres que auxiliou, refletissem sobre se a violência que sofrem de seus maridos é uma situação na qual Deus desejaria que permanecessem. Além disso, há figuras religiosas, como pastores e padres, que disseram a essas mulheres abusadas que sua fé em Deus trará mudanças. Às vezes, essas mulheres são informadas de que o abuso é causado por suas próprias inadequações. Por outro lado, em meio à história patriarcal do Japão, mulheres japonesas que se envolveram politicamente exigindo tratamento igualitário se reuniram e fundaram a Woman's Christian Temperance Union, o que lhes permitiu apoiar umas às outras e prosperar em suas carreiras. Uma integrante notável dessa organização é Ushioda Chiseko, uma ativista de caridade cujas ações altruístas foram motivadas por sua fé cristã. Suas contribuições incluem a defesa do papel das mulheres, tanto social quanto politicamente, e ajudaram mulheres empobrecidas a adquirir habilidades profissionais. Outra integrante notável é Hani Motoko, conhecida como a primeira jornalista do Japão. Por meio de sua participação na WCTU, a organização ajudou Motoko a chamar atenção para seus trabalhos. A devoção de Motoko ao Cristianismo começou quando ela se matriculou em uma escola cristã. Mais tarde, em sua carreira como escritora, ela relatou sobre um orfanato cristão que orientava os leitores sobre como ajudar os órfãos a obter mais recursos e instalações por meio de doações. Motoko também estabeleceu reformas domésticas que promovem a divisão de responsabilidades entre homens e mulheres em um lar. Os relatos acima oferecem percepções tanto sobre como as mulheres demonstram sua devoção através do Cristianismo e o impacto disso em suas vidas quanto sobre como são tratadas por pessoas de fé. Como essas narrativas se concentram apenas em certos grupos do Cristianismo, não devem ser interpretadas como se refletissem a experiência de todas as mulheres contemporâneas na religião.

## Teologia feminista
Existem vários periódicos acadêmicos dedicados a promover a erudição teológica feminista. Entre eles estão:
- Journal of Feminist Studies of Religion[80]
- Women-Church Journal (1988–2007), co-editoras: Elaine Lindsay e Erin White
- in God's image, produzido pelo Asian Women's Resource Centre for Culture and Theology[81]
- Feminist Theology[82]

## Críticas ao feminismo cristão

### Catolicismo Romano
Houve vários Papas, como o Papa João Paulo II e o Papa Francisco, que fizeram referência a um tipo de feminismo em seus discursos ao público. O Papa Francisco é citado dizendo que "o papel insubstituível da mulher na família ... [o]s dons de - delicadeza ... que são uma riqueza do espírito feminino, representam uma força genuína para a vida da família ... sem os quais a vocação humana seria irrealizável." Alguns homens e mulheres interpretaram as palavras do Papa Francisco como uma "viva esperança" de que as mulheres assumam um papel mais proeminente na Igreja Católica. Esses mesmos homens e mulheres também acreditam que o "Feminismo Radical" é a causa para que os ensinamentos do então Papa João Paulo II sejam vistos de forma negativa, embora também entendam que ele deu grandes passos, pelo menos para sua época, para incluir as mulheres na igreja. Figuras do século XX, como Dorothy Day e Madre Teresa, demonstram a diversidade de possibilidades para as mulheres na comunidade católica moderna.

### Ortodoxia Oriental
Outra vertente do Cristianismo que tende a ser conservadora quanto ao papel das mulheres, especialmente na ordenação feminina, é a Ortodoxia Oriental.

### Batista do Sul
A denominação Batista do Sul tem adotado, em grande parte, uma posição complementária em relação às mulheres nos últimos anos.